# David L. Snyder
David L. Snyder (* 22. April 1944 in Buffalo, New York, Vereinigte Staaten) ist ein US-amerikanischer Filmarchitekt.

## Leben
Snyder erhielt seine Ausbildung an der Technischen Hochschule seiner Heimatstadt Buffalo. Es folgte ein Architekturstudium an der University of Michigan sowie ein weiteres in Werbedesign am Pierce College. Anschließend begann Snyder seine Arbeit als Ausstatter und Szenenbildnerassistent (Serie Der unglaubliche Hulk) bzw. Szenenbildner (Serien Buck Rogers und Kampfstern Galactica 1980) beim Fernsehen. Bei der Jubiläumsveranstaltung zur 50. Oscar-Verleihung am 3. April 1978 wirkte Snyder als Assistent der künstlerischen Gestaltung.
Daraufhin debütierte David Snyder 1979 als Filmarchitekt, seitdem gestaltete er eine Fülle von zumeist hochkommerziellen Unterhaltungsfilmen. Für seine szenenbildnerische Gestaltung des Science-Fiction-Filmklassikers Blade Runner erhielt Snyder, zusammen mit Lawrence G. Paull und Linda DeScenna eine Oscarnominierung. Auch später kehrte er immer mal wieder zum Science-Fiction-Genre zurück, gestaltete aber auch häufig die optische Ausstattung von Komödien und Actionfilmen.
Snyder ist seit 1990 mit der Schauspielerin Terry Finn verheiratet. Er hat eine Tochter und einen Sohn.

## Filmografie
- 1979: Dreist und gottesfürchtig (In God We Trust)
- 1980: Alle meine Stars (The Idolmaker)
- 1981: Blade Runner
- 1982: Projekt Brainstorm
- 1983: Zwei Superflaschen räumen auf (The Adventures of Bob & Doug McKenzie: Strange Brew)
- 1984: Die Zeit verrinnt, die Navy ruft (Racing with the Moon)
- 1984: Die Frau in Rot
- 1985: Future Project – Die 4. Dimension
- 1986: Zwei unter Volldampf (Armed and Dangerous)
- 1986: Mach’s noch mal, Dad
- 1986: Summer School
- 1987: Moving – Rückwärts ins Chaos
- 1988: Hände weg von meiner Tochter (She’s Out of Control)
- 1989: Cold Dog – Zur Hölle mit dem Himmelhund (Cold Dog Soup)
- 1991: Bill & Ted’s verrückte Reise in die Zukunft
- 1992: Super Mario Bros.
- 1993: Demolition Man
- 1994: Tödliche Geschwindigkeit
- 1997: Die schrillen Vier in Las Vegas
- 1998: Star Force Soldier
- 2000: Keine halben Sachen
- 2001: The One
- 2002: Deuces Wild – Wild in den Straßen (Deuces Wild)
- 2004: The Casino (Fernsehserie)
- 2005: Meet Mister Mom (Fernsehserie)
- 2007: Redline
- 2008: Days of Wrath
- 2010: Case 219
- 2012: Crave